# Окжетпес (женский баскетбольный клуб)
«Окжетпес» (каз. Оқжетпес) — казахстанский женский баскетбольный клуб.

## История
Баскетбольная команда «Окжетпес» была создана в 2000 году на базе Акмолинского филиала Алматинской Академии экономики и статистики усилием двух энтузиастов: Искакова Пернебая и Жумадилова Жанбырбая. Так как баскетбол в то время пребывал в забвении в Акмолинской области, для развития клуба были приглашены игроки из других городов Казахстана и ближнего зарубежья. Команда планомерно шла к намеченным целям и в 2003 году впервые стала призёром первенства Республики Казахстан. В 2006 году команда стала чемпионом страны. Среди чемпионов были такие известные игроки, как: Светлана Сердюкова (МС СССР), Ирина Широбокова (МСМК СССР), Татьяна Кондиус, Александра Хохлова, Кристина Колдобенко и Оксана Козлова. Начиная с 2003 года «Окжетпес» неизменно становился призёром чемпионата РК. Также клуб становилась обладателем Кубка РК в 2005 году. Также в 2005 году игроки БК «Окжетпес» - Абдульменова Э., Чернухина К. в составе сборной Вооруженных сил РК завоевали серебряные медали на чемпионате мира среди военнослужащих в США. В январе 2009 года было создано ГКП на ПХВ «Спортивный клуб по игровым видам спорта». С 2012 года при основной команде «Окжетпес» в чемпионате РК также участвует молодёжная команда «Окжетпес-2», которая становилась двукратным чемпионом РК сезона 2012-2013, 2013-2014.

## Достижения
Чемпионат Казахстана
- Чемпион (2): 2005/2006, 2015/2016
- Финалист (7): 2003/2004, 2004/2005, 2006/2007, 2009/2010, 2014/2015, 2016/2017, 2017/2018
- Бронза (5): 2007/2008, 2008/2009, 2011/2012, 2012/2013, 2013/2014